# عبد الرحيم خيري أفندي
شهزاده عبد الرحيم خيري (14 أغسطس 1894 - 1 يناير 1952) أمير عثماني، وابن السلطان عبد الحميد الثاني وبيوسته خانم.

## نشأته
ولد شهزاد عبد الرحيم خيري في 14 أغسطس 1894 في قصر يلدز. والده السلطان عبد الحميد الثاني ووالدته بيوسته هانم.
عند الإطاحة بوالده في عام 1909، تبع الأمير البالغ من العمر خمسة عشر عامًا ووالدته السلطان عبد الحميد إلى المنفى في سالونيك. وفي عام 1910 عاد الأمير ووالدته إلى إسطنبول. بعد سقوط سالونيك في يد اليونان عام 1912، عاد عبد الحميد أيضًا إلى إسطنبول، واستقر في قصر بكلربكي، حيث توفي عام 1918.

## سيرته
أُرسل عبد الرحيم إلى أكاديمية بوتسدام العسكرية كضيوف فيلهلم الثاني، كما خدم كضابط مدفعية، بين عامي 1914-1916، في بلاط القيصر فيلهلم.
في 4 يناير 1917، زار عبد الرحيم وعثمان فؤاد القوات لأغراض رفع المعنويات. وقام الأميران الشابان بزيارة الفيلق الخامس عشر من الجيش الذي أُرسل إلى غاليسيا للقتال مع القوات النمساوية ضد الروس. وفي 1 أبريل 1917، عُيِّن قائدًا للفيلق السابع عشر بالجيش.
كما شارك مع الجيش العثماني خلال الحرب العالمية الأولى. وأنقذ قوات المدفعية تحت قيادته من هجوم بريطاني، ونتيجة لذلك حصل على وسام الاستحقاق الألماني، وهو العضو الوحيد في الأسرة العثمانية الذي حصل على هذا الوسام.

## حياته في المنفى ووفاته
استقر عبد الرحيم ووالدته وابنته وعمته في فيينا أولاً، ثم ذهبوا إلى روما. أخيرًا، ثم استقروا في باريس، واتخذوا منزلاً في شارع مراد. وتوفيت والدته عام 1943.
بعد وفاة والدته، لم يكن لدى الأمير مال، وباع منزله وعاش في أحد فنادق باريس. وجاءت شقيقته شادية سلطان للعيش في ذات الفندق، وأخذت غرفتها المجاورة لغرفة عبد الرحيم. تزوجت ابنته الوحيدة من الدبلوماسي المصري أحمد راتب بك وذهبت للعيش في القاهرة.
مات عبد الرحيم في 1 يناير 1952 عن عمر يناهز السابعة والخمسين بعد استهلاكه كمية زائدة من المورفين بسبب الاكتئاب والصعوبات المالية. ودفن في مقبرة المسلمين في باريس بمقبرة بوبيني.

## الأوسمة
- وسام بيت عثمان[13]
- وسام الافتخار مرصع بالجواهر
- وسام الامتياز مرصع بالجواهر
- النيشان العثماني مرصع بالجواهر
- النيشان المجيدي مرصع بالجواهر
- ميدالية الامتياز الفضي.
- وسام اللياقة الذهبي

- ألمانيا: وسام الاستحقاق الألماني